# یوری ویلمس
یوری ویلمس (استونیایی: Jüri Vilms; ۱۳ مارس ۱۸۸۹ – ۱۳ آوریل ۱۹۱۸) سیاستمدار، حقوقدان و وکیل اهل استونی بود. وی اولین معاون نخست‌وزیر استونی بود.